# Хирам I Великий
Хира́м I Великий (финик. 𐤇𐤓𐤌) — царь тирский и библский (969 год до н. э. — 936 год до н. э.), современник Давида и Соломона, находившийся в дружественных с ними отношениях.
Хирам был сыном и преемником Абибаала; он жил 53 года и умер после 34-летнего царствования. При нём Тир достиг самого цветущего состояния. Он воздвиг огромнейшие здания и укрепления на острове Тира, чтобы иметь здесь охранительный бастион для всей Финикии; восстановил древние святилища, покрыв их кедровым деревом; построил новый храм в честь Мелькарта и Астарты; делал богатые приношения в главный храм Зевса-Ваалсамида, устроив там золотые колонны, которым удивлялся ещё Геродот.
Хирам воевал с киттийцами, то есть жителями Кипра, и снова покорил их себе, стараясь утвердить за Тиром гегемонию, перешедшую к нему от Сидона. Вскоре по своём вступлении на престол Хирам отправил к Давиду послов и плотников и снабдил его кедровыми деревьями для построения его дворца в Иерусалиме (2Цар. 5:11; 1Пар. 14:1).
При вступлении Соломона на престол Хирам прислал к нему посольство (3Цар. 5:1). Пользуясь этим, Соломон, приступивший к исполнению завещания Давида о постройке Храма, писал о том Хираму и просил его содействия. Хирам и Соломон заключили между собой союз (3Цар. 5): Хирам присылал Соломону кедровых деревьев и кипарисовых, и работников, и каменщиков, и плотников, и золото для строения Храма и дворцов (3Цар. 5:7-10; 3Цар. 9:10-11, 14), а Соломон посылал ему пшеницу и оливковое масло (3Цар. 5:11) и отдал Хираму в 946 году до н. э. 20 городов в земле Галилейской.
Города эти не понравились Хираму, но это не испортило его дружеских отношений с Соломоном (3Цар. 9:11-14). Гробницу Хирама указывают в двух часах от Тира, в юго-восточном направлении, по пути к Кане: это стоящий на высоком пьедестале пустой саркофаг из известкового камня: 4 м в длину, 3 м в ширину и 2 м в высоту, увенчанный пирамидообразной крышкой. По другой версии, в гробнице был похоронен мастер Хирам — культовая фигура движения масонов. Также полагают, что сооружение представляет персидскую гробницу периода VI—IV вв. до н. э.
Помимо того, Хирам, царь Тира послал Хирама-Авия, человека умного, имеющего знания, в качестве начальника строительства Храма Царя Соломона. Этого Хирама масоны считают основателем масонства.